# 에드 세트랙키언
에드 세트랙키언(Ed Setrakian, 1928년 10월 1일 ~ )은 미국의 배우, 텔레비전 배우, 각본가, 무대 연출가이다.

## 영화
- 블루 칼라 보이즈 (2013년)
- 와일드 살로메 (2011년)
- 어 시크릿 프로미스 (2009년)
- 조디악 (2007년) - 엘 하이맨 역
- 그레이트 뉴 원더풀 (2005년)
- 뉴욕 광시곡 (1996년)
- 코 끝에 걸린 사나이 (1991년)
- 법과 질서 (1990년)
- 터프가이는 춤을 못 춰 (1987년)
- 내가 사랑한 스파이 (1976년)